# Sebastocrator
Sebastocrator (em grego: σεβαστοκράτωρ; romaniz.: sebastokrator; em sérvio: Севастократор; em búlgaro: Севастократор) foi um título cortesão sênior do Império Bizantino tardio. Foi também usado por outros governantes cujos Estados faziam fronteira com o império ou estavam dentro de sua esfera de influência. A palavra é um composição de sebasto ("venerável", o equivalente grego do latim augusto) e crator ("governante", o mesmo elemento que se encontra em autocrator, "imperador"). A esposa de um sebastocrator era nomeada sebastocratorissa (em grego: σεβαστοκρατόρισσα) ou sevastocratissa (em sérvio: севастократица; em búlgaro: севастократица)

## História
O título foi criado pelo imperador Aleixo I Comneno (r. 1081–1118) para honrar seu irmão mais velho Isaac Comneno. De acordo com Ana Comnena, Aleixo fez isto para elevar Isaac acima do posto de césar, que já havia sido prometido a seu cunhado, Nicéforo Melisseno. Ana Comnena comparou o título de sebastocrator como "um segundo imperador", e também registrou que, juntamente com o césar, ao sebastocrator foi concedido o direito de usar uma coroa (mas não a diadema imperial). Durante a dinastia Comneno (1081–1185), o título continuou a ser o mais alto abaixo do imperador até 1163, quando o imperador Manuel I Comneno criou o título de déspota. Durante esse período, foi dado exclusivamente aos membros da família imperial, principalmente os filhos mais jovens do imperador.
Após a ocupação do Império Bizantino pelos líderes da Quarta Cruzada em 1204, o título foi adotado pelo Império Latino, o Império de Niceia e o Império Búlgaro. Em Niceia, mesmo após a restauração do Império Bizantino em 1261, o título permaneceu um dos mais altos, e foi quase sempre restrito aos membros da família imperial. O último titular conhecido foi Demétrio Cantacuzeno, um governante do Peloponeso no final do século XIV. O título foi também usado na Sérvia durante o Reino (1217–1346) e Império Sérvio (1346–1371).
De acordo com as fontes, a cor distintiva associada com o título foi o azul: o traje cerimonial do sebastocrator incluía meias e botas azuis. Em cerca de 1260, de acordo com Jorge Acropolita, os sebastocratores que eram membros da família imperial eram distinguidos daqueles que não eram, pois possuíam águias douradas bordadas em seus sapatos. No período de pseudo-Codino em meados do século XIV, as águias bordadas sobre um fundo vermelho eram padrão. De acordo com Codino, o traje cerimonial também incluía uma túnica vermelha (clâmide) e uma coroa (estefano) vermelha e dourada. O sebastocrator também tinha a prerrogativa de assinar documentos com uma tinta especial azul.

## Galeria

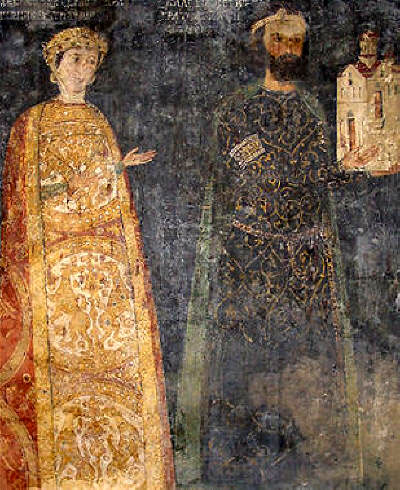
Retrato votivo do sebastocrator búlgaro Joanitzes e sua esposa Desislava, afresco da Igreja de Boiana (1259).
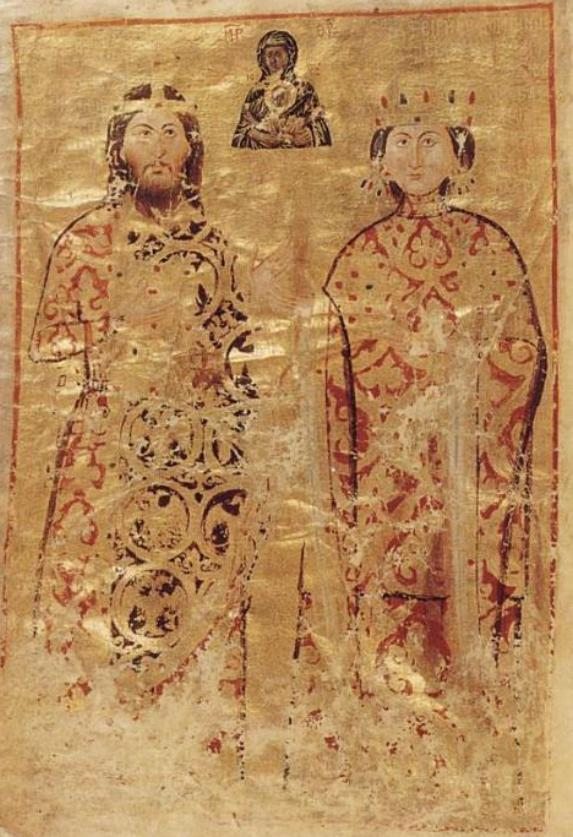
O sebastocrator Constantino Paleólogo e sua esposa Irina. Retrato votivo de um typikon do começo do século XIV.[a]
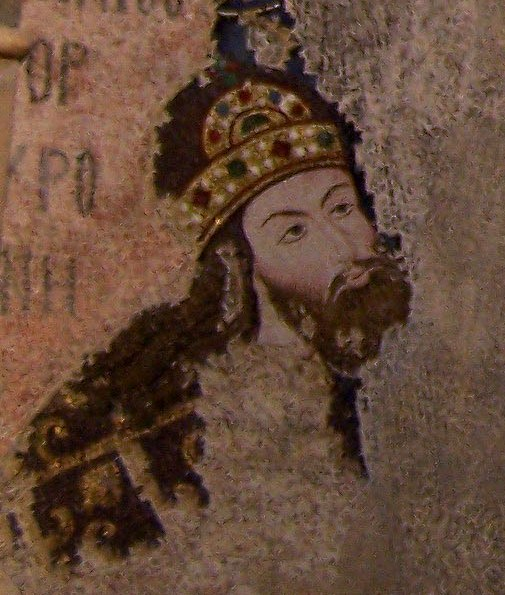
Um afresco bizantino na Igreja de São Salvador em Chora representando o sebastocrator Isaac Comneno, filho do imperador Aleixo I Comneno.